# Équipe de Belgique de football en 1971
Maillots
Chronologie
Saison précédente Saison suivante
L'équipe de Belgique de football dispute en 1971 les éliminatoires du Championnat d'Europe ainsi que deux rencontres amicales.

## Objectifs
La participation en demi-teinte à la Coupe du monde après seize ans d'absence ayant laissé les joueurs sur leur faim, la Belgique espère se qualifier pour la première fois de son histoire au Championnat d'Europe.

## Résumé de la saison
Lors des éliminatoires de l'Euro 1972, les Belges sortent premiers de leur groupe, composé du Portugal, de l'Écosse et du Danemark. En quart de finale, ils sont opposés à l'Italie des Riva, Rivera, Mazzola et Zoff, tenante du titre et finaliste de l'épreuve mondiale deux ans plus tôt. Après avoir tenu le nul (0-0) au match aller à San Siro, la Belgique remporte le match retour (2-1) et se qualifie pour les demi-finales de l'épreuve, ce qui constitue le début de la phase finale. Le pays est désigné hôte de la compétition. En demi-finale, les Diables Rouges s'inclinent contre la RFA (1-2) sur un doublé de Gerd Müller. Ils remportent ensuite le match pour la troisième place face à la Hongrie (2-1). L'avant-centre Raoul Lambert est nommé dans l'équipe-type du tournoi, dont il est le seul joueur non-finaliste.

## Bilan de l'année
La première partie de l'objectif est atteinte, les Belges terminent premiers de leur poule mais devront affronter l'Italie, championne d'Europe en titre, en quarts de finale.

### Championnat d'Europe 1972

#### Éliminatoires (Groupe 5)
| Rang | Équipe   | Pts | J | G | N | P | Bp | Bc | Diff |  | Résultats (▼ dom., ► ext.) |     |     |     |     |
| ---- | -------- | --- | - | - | - | - | -- | -- | ---- |  | -------------------------- | --- | --- | --- | --- |
| 1    | Belgique | 9   | 6 | 4 | 1 | 1 | 11 | 3  | +8   |  | Belgique                   |     | 3-0 | 3-0 | 2-0 |
| 2    | Portugal | 7   | 6 | 3 | 1 | 2 | 10 | 6  | +4   |  | Portugal                   | 1-1 |     | 2-0 | 5-0 |
| 3    | Écosse   | 6   | 6 | 3 | 0 | 3 | 4  | 7  | -3   |  | Écosse                     | 1-0 | 2-1 |     | 1-0 |
| 4    | Danemark | 2   | 6 | 1 | 0 | 5 | 2  | 11 | -9   |  | Danemark                   | 1-2 | 0-1 | 1-0 |     |

- Sélection qualifiée pour les quarts de finale de l'Euro 1972

## Les matchs
| Championnat d'Europe 1972 Éliminatoires - Groupe 5              | Belgique                                      | 3 - 0   | Écosse | Stade Maurice Dufrasne Liège, Belgique             |                                                    |
| 3 février 1971 · 20:00 heure locale · Historique des rencontres | McKinnon 34e (csc) · Van Himst 55e 85e (pen.) | (1 – 0) |        | Spectateurs : 13 931 Arbitrage : Antonio Sbardella | Spectateurs : 13 931 Arbitrage : Antonio Sbardella |
| 3 février 1971 · 20:00 heure locale · Historique des rencontres | Rapport (RBFA) Rapport                        |         |        | Spectateurs : 13 931 Arbitrage : Antonio Sbardella | Spectateurs : 13 931 Arbitrage : Antonio Sbardella |

| Championnat d'Europe 1972 Éliminatoires - Groupe 5               | Belgique                            | 3 - 0   | Portugal | Stade Emile Versé Anderlecht, Belgique                   |                                                          |
| 17 février 1971 · 20:00 heure locale · Historique des rencontres | Lambert 15e 63e (pen.) · De Nul 75e | (1 – 0) |          | Spectateurs : 26 821 Arbitrage : Gaspar Pintado Viu (hu) | Spectateurs : 26 821 Arbitrage : Gaspar Pintado Viu (hu) |
| 17 février 1971 · 20:00 heure locale · Historique des rencontres | Rapport (RBFA) Rapport              |         |          | Spectateurs : 26 821 Arbitrage : Gaspar Pintado Viu (hu) | Spectateurs : 26 821 Arbitrage : Gaspar Pintado Viu (hu) |

| Match amical                                                 | Luxembourg             | 0 - 4   | Belgique                                                 | Stade Municipal "Neie Stadion" Luxembourg-Ville, Grand-Duché de Luxembourg |                                                   |
| 20 mai 1971 · 16:30 heure locale · Historique des rencontres |                        | (0 – 2) | De Nul 9e · Van Himst 31e · Semmeling 70e · Van Moer 84e | Spectateurs : 4 750 Arbitrage : Ferdinand Biwersi                          | Spectateurs : 4 750 Arbitrage : Ferdinand Biwersi |
| 20 mai 1971 · 16:30 heure locale · Historique des rencontres | Rapport (RBFA) Rapport |         |                                                          | Spectateurs : 4 750 Arbitrage : Ferdinand Biwersi                          | Spectateurs : 4 750 Arbitrage : Ferdinand Biwersi |

| Championnat d'Europe 1972 Éliminatoires - Groupe 5           | Danemark               | 1 - 2   | Belgique         | Københavns Idrætspark (en) Copenhague, Danemark     |                                                     |
| 26 mai 1971 · 19:00 heure locale · Historique des rencontres | Bjerre (en) 76e        | (0 – 0) | Devrindt 65e 75e | Spectateurs : 27 266 Arbitrage : Kåre Sirevaag (hu) | Spectateurs : 27 266 Arbitrage : Kåre Sirevaag (hu) |
| 26 mai 1971 · 19:00 heure locale · Historique des rencontres | Rapport (RBFA) Rapport |         |                  | Spectateurs : 27 266 Arbitrage : Kåre Sirevaag (hu) | Spectateurs : 27 266 Arbitrage : Kåre Sirevaag (hu) |

| Match amical                                                     | Belgique               | 1 - 0   | Luxembourg | Stade du Panorama Verviers, Belgique         |                                              |
| 7 novembre 1971 · 15:00 heure locale · Historique des rencontres | Vandendaele 62e        | (0 – 0) |            | Spectateurs : 6 313 Arbitrage : Robert Wurtz | Spectateurs : 6 313 Arbitrage : Robert Wurtz |
| 7 novembre 1971 · 15:00 heure locale · Historique des rencontres | Rapport (RBFA) Rapport |         |            | Spectateurs : 6 313 Arbitrage : Robert Wurtz | Spectateurs : 6 313 Arbitrage : Robert Wurtz |

| Championnat d'Europe 1972 Éliminatoires - Groupe 5                | Écosse                 | 1 - 0   | Belgique | Pittodrie Stadium Aberdeen, Écosse                   |                                                      |
| 10 novembre 1971 · 19:30 heure locale · Historique des rencontres | O'Hare 6e              | (1 – 0) |          | Spectateurs : 36 500 Arbitrage : Johan Einar Boström | Spectateurs : 36 500 Arbitrage : Johan Einar Boström |
| 10 novembre 1971 · 19:30 heure locale · Historique des rencontres | Rapport (RBFA) Rapport |         |          | Spectateurs : 36 500 Arbitrage : Johan Einar Boström | Spectateurs : 36 500 Arbitrage : Johan Einar Boström |

| Championnat d'Europe 1972 Éliminatoires - Groupe 5                | Portugal               | 1 - 1   | Belgique    | Estádio da Luz Lisbonne, Portugal               |                                                 |
| 21 novembre 1971 · 15:00 heure locale · Historique des rencontres | Peres 90e (pen.)       | (0 – 0) | Lambert 61e | Spectateurs : 53 577 Arbitrage : Ken Burns (en) | Spectateurs : 53 577 Arbitrage : Ken Burns (en) |
| 21 novembre 1971 · 15:00 heure locale · Historique des rencontres | Rapport (RBFA) Rapport |         |             | Spectateurs : 53 577 Arbitrage : Ken Burns (en) | Spectateurs : 53 577 Arbitrage : Ken Burns (en) |

## Les joueurs
| Joueurs           | Joueurs                   | QCE 1972 | QCE 1972 | Amical | QCE 1972 | Amical | QCE 1972 | QCE 1972 |
| ----------------- | ------------------------- | -------- | -------- | ------ | -------- | ------ | -------- | -------- |
| Gardiens de but   |                           |          |          |        |          |        |          |          |
| Christian Piot    | Standard de Liège         | 90       | 90       | 90     | 90       | 90     | 90       | 90       |
| Jacques Duquesne  | Olympic Club de Charleroi | r        | r        | r      | r        | r      | r        | r        |
| Défenseurs        |                           |          |          |        |          |        |          |          |
| Georges Heylens   | RSC Anderlechtois         | 90       | 90       | 90     | 90       | 90     | 90       | 90       |
| Jean Plaskie      | RSC Anderlechtois         | 90       | 90       | 90     | 90       |        |          |          |
| Nico Dewalque     | Standard de Liège         | 90       | 90       |        |          | 90     | 90       | 90 38e   |
| Jean Thissen      | Standard de Liège         | 90       | 90       | 90     | 90       |        |          |          |
| Léon Dolmans      | Standard de Liège         | r        | r        |        |          | 90     | 90       | 90 9e    |
| Gilbert Marmenout | RFC Brugeois              | r        | r        |        |          |        |          |          |
| Julien Van Opdorp | K Beerschot VAV           |          |          | r      | r        |        |          |          |
| André Stassart    | R Racing White            |          |          | r      | r        | 46e    | 90       | 90       |
| Milieux           |                           |          |          |        |          |        |          |          |
| Wilfried Van Moer | Standard de Liège         | 90       | 90       | 90     | r        | 60e    | 61e      |          |
| Erwin Vandendaele | RFC Brugeois              | 90       | 90       | 90     | 90       | 90     | 90       | 90       |
| Léon Semmeling    | Standard de Liège         | 90       | 46e      | 90     | 90       | 90     | 90       | 90       |
| Henri Depireux    | Standard de Liège         | 90 70e   | r        |        |          |        |          |          |
| Johny Thio        | RFC Brugeois              | r        | 46e      |        |          |        |          |          |
| Jean Dockx        | RSC Anderlechtois         |          |          | 62e    | 90       | 46e    |          | 90       |
| Jan Verheyen      | K Beerschot VAV           |          |          | 62e    | 90       |        |          |          |
| Maurice Martens   | R Racing White            |          |          |        |          | 78e    | 61e      | 72e      |
| Odilon Polleunis  | K Saint-Trond VV          |          |          |        |          | 60e    | r        | r        |
| Attaquants        |                           |          |          |        |          |        |          |          |
| Paul Van Himst    | RSC Anderlechtois         | 90       | 90       | 90     | 90       | 78e    | 90       | 90       |
| André De Nul      | K Lierse SK               | 90       | 90       | 90     | r        |        |          |          |
| Jacques Teugels   | R Racing White            | r        |          |        |          |        |          | r        |
| Raoul Lambert     | RFC Brugeois              |          | 90       |        |          | 90     | 68e      | 90       |
| Wilfried Puis     | RSC Anderlechtois         |          |          | 90     | 90       | 90     | 68e      | 72e      |
| Johan Devrindt    | PSV Eindhoven             |          |          |        | 90       |        | 90       |          |

Un « r » indique un joueur qui était parmi les remplaçants mais qui n'est pas monté au jeu.
1. 1 2 3 4  Dernière sélection officielle pour le joueur.
2. 1 2 3  Première sélection officielle pour le joueur.
3. 1 2  Premier but officiel pour le joueur.

## Aspects socio-économiques

### Couverture médiatique
| Jour de diffusion | Match                 | Compétition          | Diffuseur francophone | Diffuseur néerlandophone |
| ----------------- | --------------------- | -------------------- | --------------------- | ------------------------ |
| 3 février 1971    | Belgique - Écosse     | Championnat d'Europe | non diffusé           | non diffusé              |
| 17 février 1971   | Belgique - Portugal   | Championnat d'Europe | non diffusé           | non diffusé              |
| 20 mai 1971       | Luxembourg - Belgique | Amical               | non diffusé           | non diffusé              |
| 26 mai 1971       | Danemark - Belgique   | Championnat d'Europe | RTB                   | BRT                      |
| 7 novembre 1971   | Belgique - Luxembourg | Amical               | non diffusé           | non diffusé              |
| 10 novembre 1971  | Écosse - Belgique     | Championnat d'Europe | RTB                   | BRT                      |
| 21 novembre 1971  | Portugal - Belgique   | Championnat d'Europe | non diffusé           | non diffusé              |

Source : Programme TV dans Gazet van Antwerpen.

## Sources

### Archives
1. ↑  (nl) « Concentra online archief », sur krantenarchief.concentra.be, Mediahuis.